# Сабспейс
Сабспейс — особливий тип трансового стану в БДСМ-практиці. Термін є транслітерованим запозиченням з англійського БДСМ-сленгу, (англ. subspace — скорочення від «submissive space»).
Субкультура БДСМ визначає поняття сабспейс як змінений психічний стан під час сексуальної гри, в якій навколишнє середовище відіграє вторинну роль. Цей стан виникає внаслідок фізичних впливів (таких, як флагеляція) та супутніх їм емоційних переживань.
У цьому стані діяльність кори головного мозку загальмовується, а в кров викидається велика кількість ендорфінів. Дію ендорфінів можна окреслити такими суб'єктивними відчуттями: захоплення, радість, втрата плину часу і реальності. Об'єктивно вона визначається зниженням психомоторних реакцій на біль чи інші негативні подразники. Як і в стані звичайного трансу, зовнішніми ознаками можуть бути розфокусований погляд та розслаблена лицьова мускулатура (див. ахегао).
У практиці БДСМ посилене виділення ендорфінів спостерігається головним чином за фізичних впливів. При цьому воно часто безпосередньо залежить від сили впливу. Разом з тим, відповідно до дії психофізіологічних систем людини, будь-яка позитивна емоція достатньої сили (захват, бурхлива радість тощо) супроводжується виділенням ендорфінів. Внаслідок цього в осіб, схильних до впадання в транс, досягнення його може спостерігатися і за відсутності фізичних впливів лише завдяки емоційному фону. Таким тлом можуть бути як позитивні почуття (задоволення, радість), і негативні (страх, сором чи приниження).
Якщо мова йде про флагеляцію, то введення підпорядкованого партнера в стан трансу в більшості випадків досягається ритмічним завданням ударів однакової сили. Чим стабільніший і монотонніший ритм, тим швидше підлеглий партнер досягає зміненого стану свідомості. В принципі, глибину трансу можна контролювати, змінюючи ритм та силу впливу. Серйозний вплив надає також фон — музика і обстановка, що можуть схилити до впадання в транс.
Важливим є той факт, що в стані трансу партнер, що підкоряється, частково втрачає больові відчуття. Можливе навіть досягнення рівня повної нечутливості до болю. Даний стан небезпечний тим, що для домінуючого партнера стає неможливо судити про силу удару та стан пасивного партнера з його реакцій. Це підвищує ризик помилок у дозуванні впливу та небезпеку травмування. Також важливим є той факт, що свідомість людини в трансі змінена і відрізняється підвищеною вразливістю. Тому введення підпорядкованого партнера в транс вимагає обережності та підвищеної до нього уваги домінуючого партнера.